# Кресцент
Кресцент или Крескент (на латински: Crescens) в Новия завет е един от седемдесетте апостоли, спътник и ученик на апостол Павел (2 Tim 4,10 EU ).
Кресцент отива в Галатия. Става първият епископ на Виен (Изер) и основава архиепископството Майнц. Според Martyrologium Romanum той умира по времето на Траян като мъченик.
Кресцент е почитан като Светия в православната църква на 12 август (30 юли по стар стил), а в католическата църква на 27 юни.